# 柳叶绣球
柳叶绣球（学名：Hydrangea stenophylla），为绣球花科绣球属下的一个植物种。其种加词“Stenophylla”意为“窄叶的”。
现接受名为中国绣球（Hydrangea chinensis Maxim., 1867）。